# Nucleon
Nucleon este denumirea generică a particulelor din nucleul atomic, protonii și neutronii. Suma nucleonilor (protoni + neutroni) definește numărul de masă al atomului (A).